# Bram Som
Bram Som (Países Bajos, 20 de febrero de 1980) es un atleta neerlandés especializado en la prueba de 800 m, en la que ha logrado ser campeón europeo en 2006.

## Carrera deportiva
En el Campeonato Europeo de Atletismo de 2006 ganó la medalla de oro en los 800 metros, con un tiempo de 1:46.56 segundos, llegando a meta por delante del luxemburgués David Fiegen y el británico Sam Ellis (bronce con 1:46.64 s).